# Stadsomwallingen van Brussel

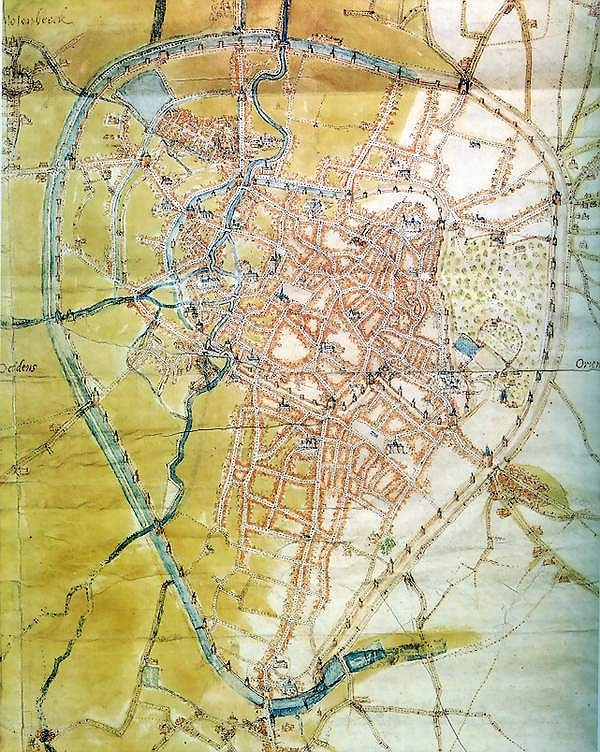
Op deze kaart van Brussel in 1555 zijn de twee omwallingen duidelijk te zien

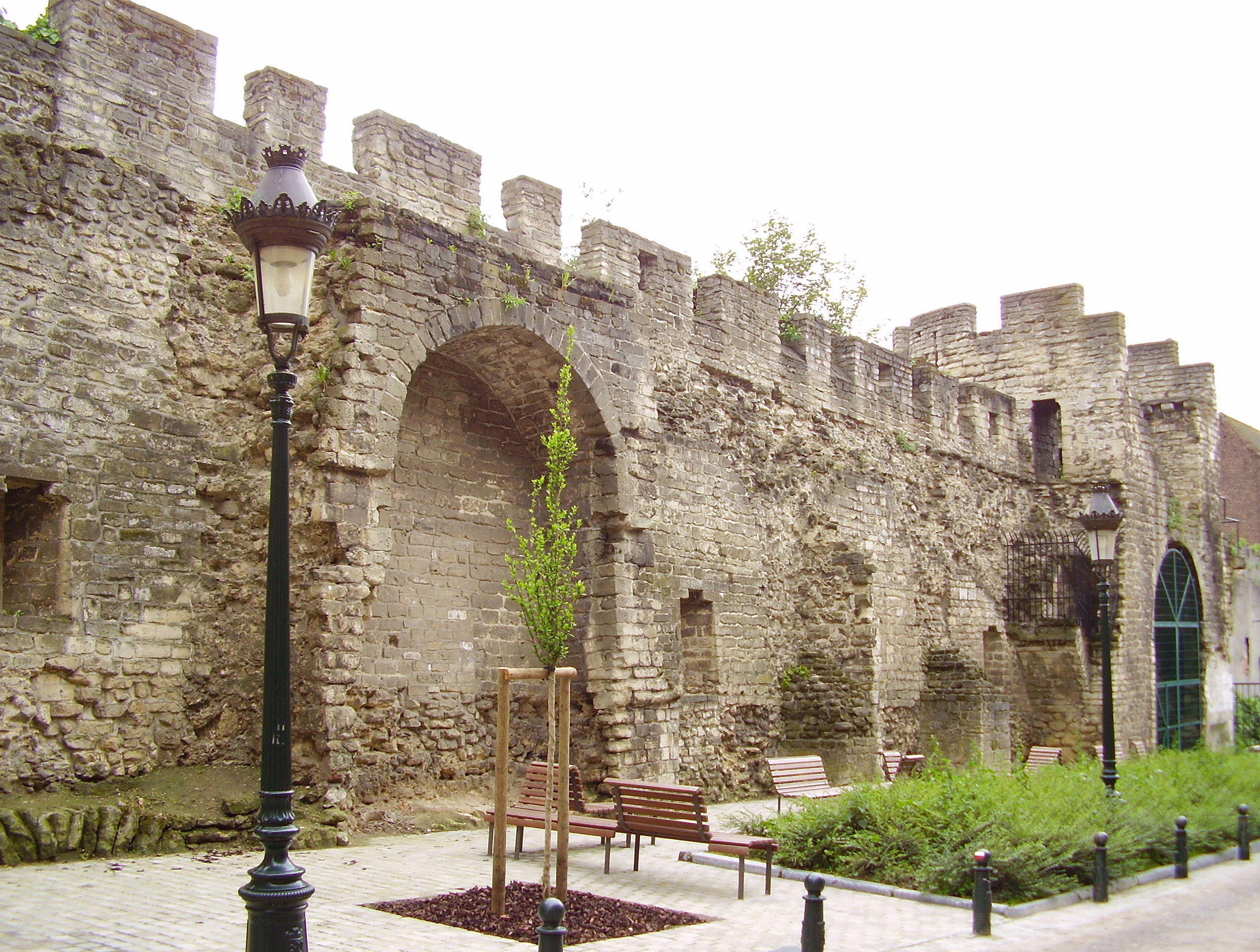
Een stuk van de eerste omwalling, gezien vanuit de binnenkant, aan de Villersstraat.

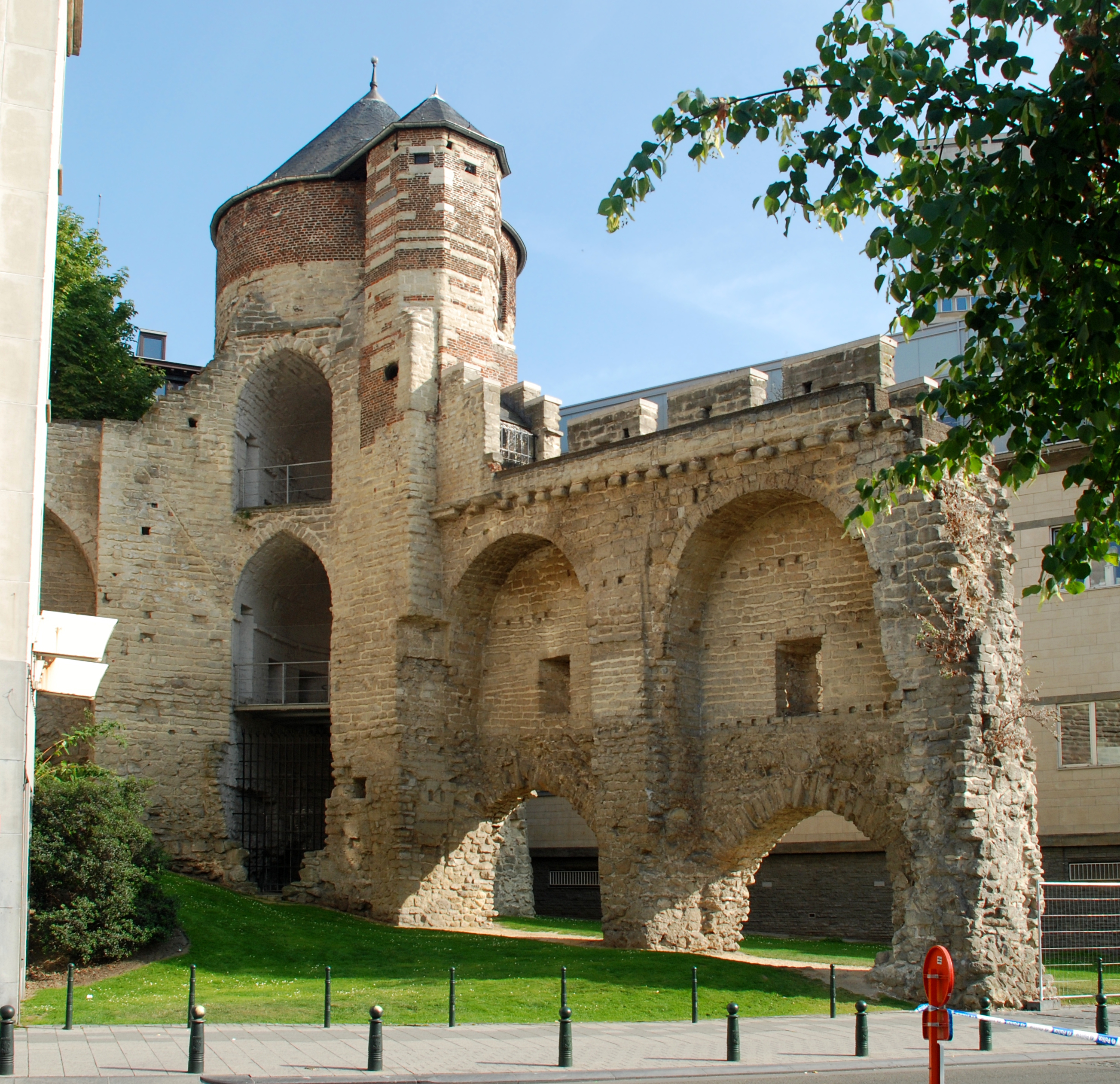
De Anneessenstoren, deel van de eerste omwalling, langs de binnenzijde.

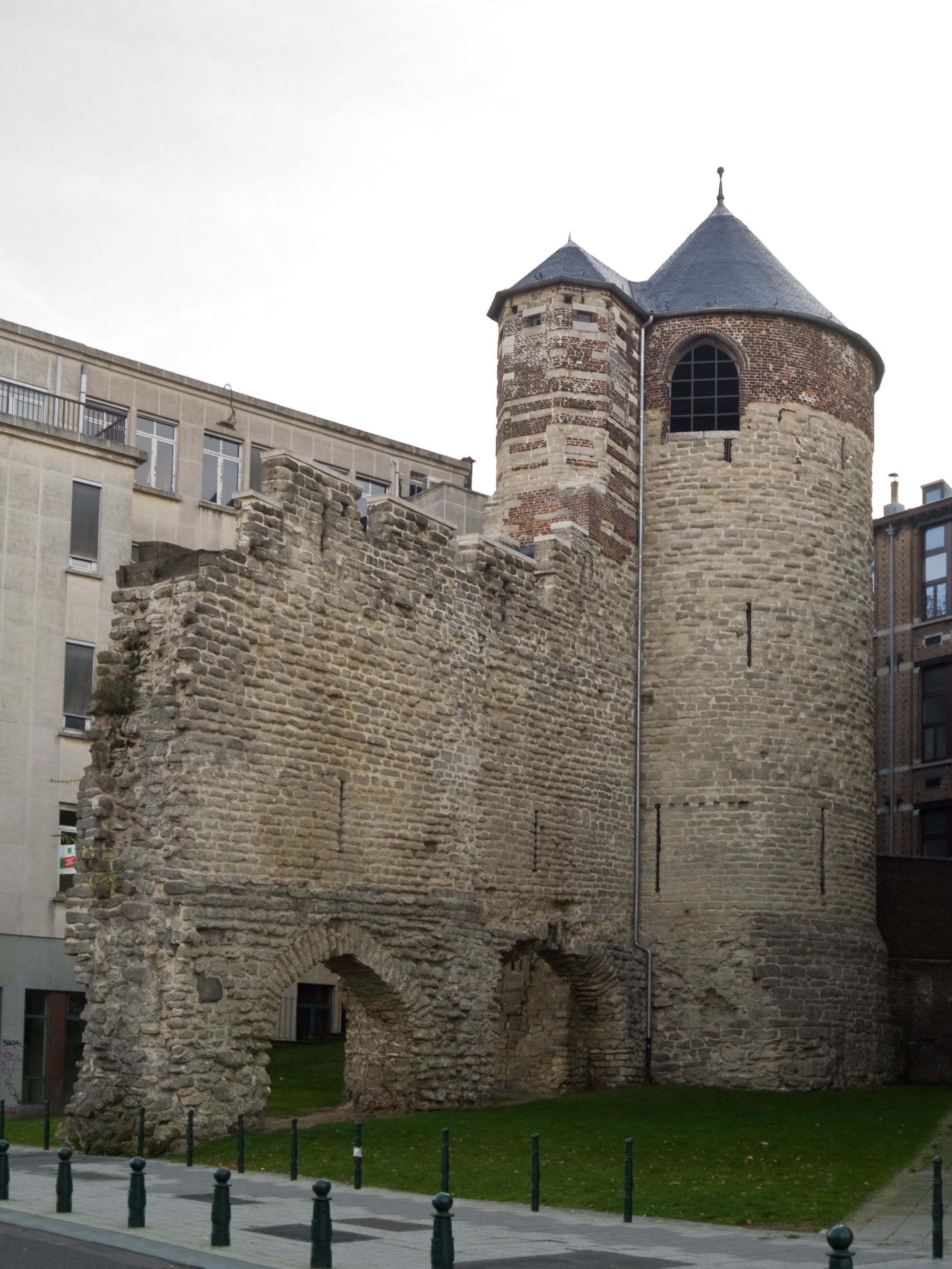
De Anneessenstoren of hoektoren langs de buitenzijde van de omwalling

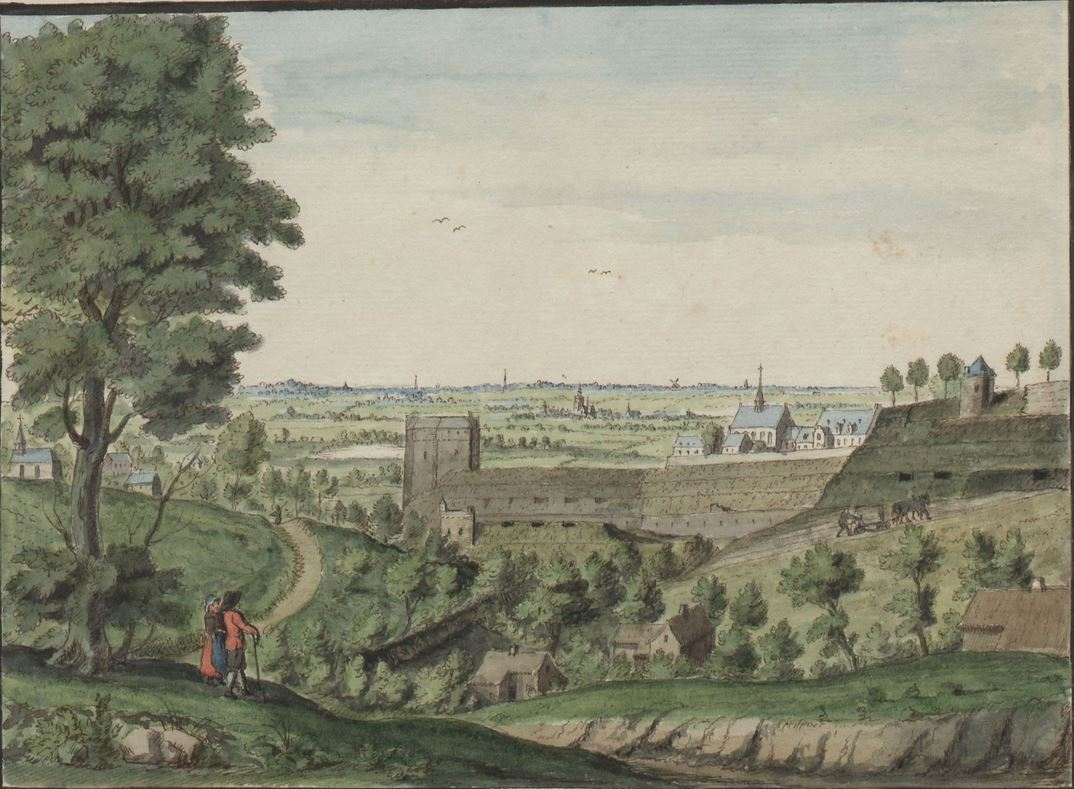
Tweede omwalling met Hallepoort rond 1700, door Hendrik van Wel

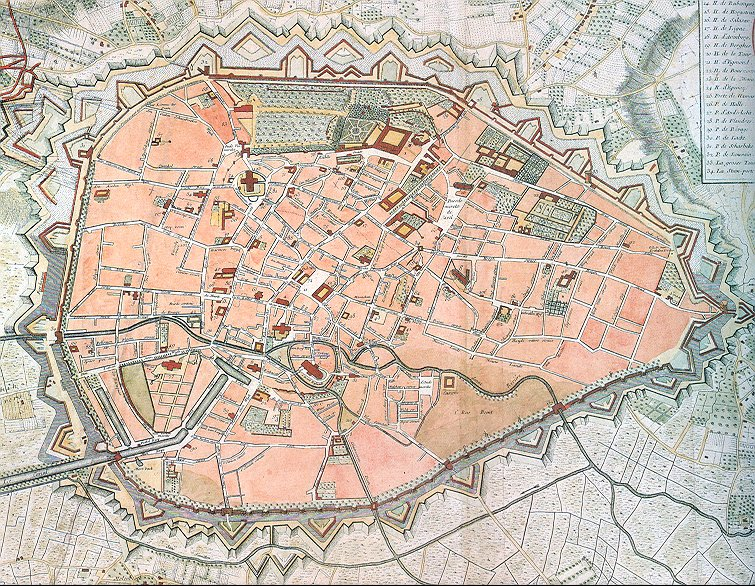
Kaart van de stad Brussel met stadsomwalling rond 1745

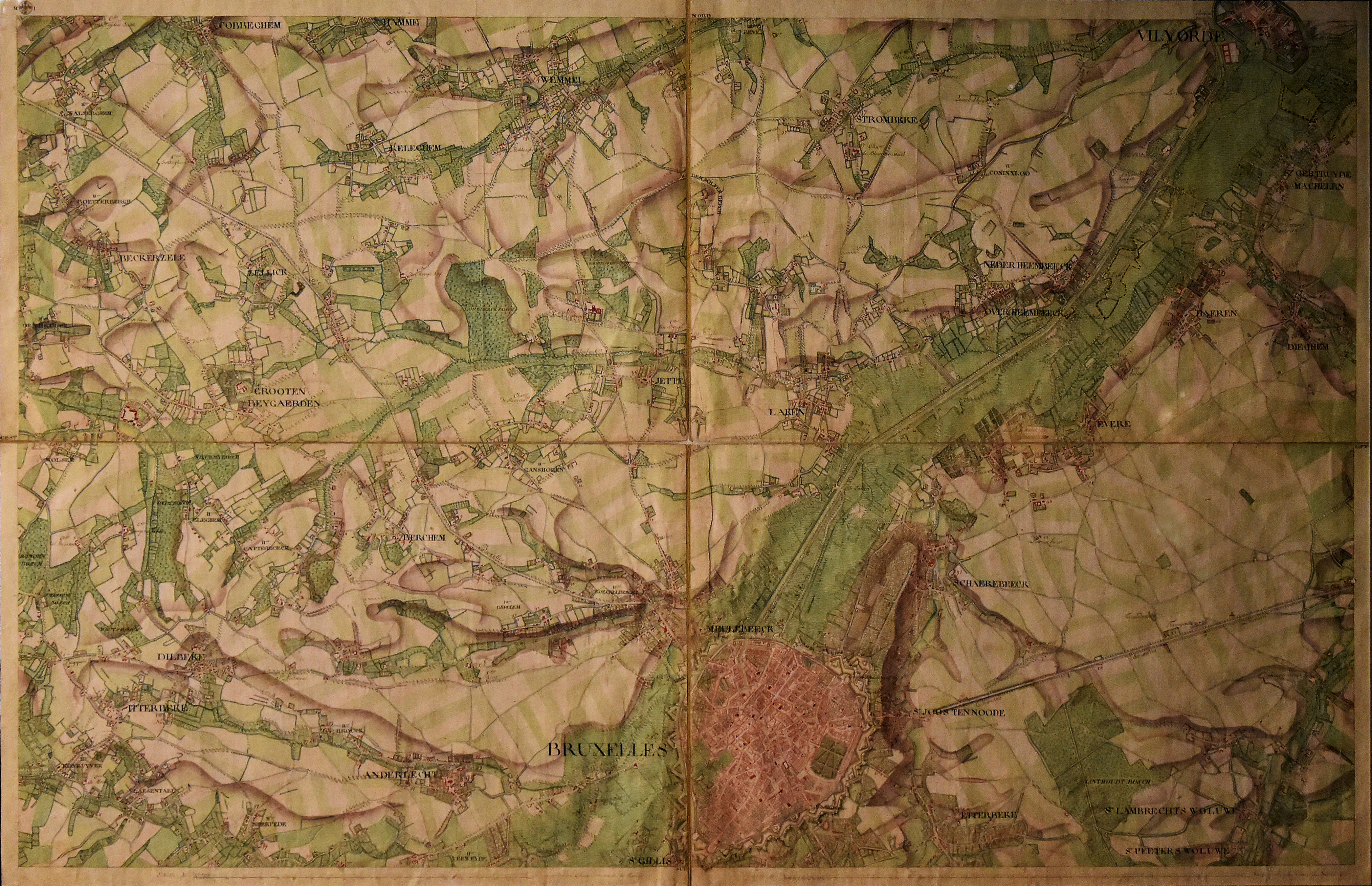
Brussel op de Ferrariskaart rond 1778

De stadsomwallingen van Brussel waren stenen stadswallen rond Brussel. De bouw van de eerste omwalling werd vermoedelijk aangevat in de vroege 13de eeuw tijdens de regeerperiode van Hendrik I van Brabant, Graaf van Leuven en Hertog van Brabant, en nam meerdere decennia in beslag.
De tweede wal werd gebouwd in de 14de eeuw, nadat bleek dat de oude wal te klein was geworden om de stad nog voldoende veiligheid te bieden. Het traject van de tweede stadsmuur komt overeen met de huidige Brusselse kleine ring, die werd aangelegd na de afbraak van de stadswal.

## Eerste stadsomwalling

### Voorgeschiedenis en bouw
Brussel ontstond als kleine dorpsgemeenschap op een Eilandje in de Zenne. In de loop der eeuwen groeide het echter uit tot een grote stedelijke agglomeratie met en groot economisch en politiek belang. De stad lag aan enkele belangrijke handelsroutes, wat voorspoed en welvaart met zich meebracht. Spoedig groeide dan ook de noodzaak om een beschermende omwalling rond de stad te plaatsen.
Onder impuls van Hendrik I van Brabant werd de bouw uiteindelijk aangevat in de 13de eeuw. Door het grillige landschap, met een hoogteverschil van wel 40 meter tussen boven en benedenstad en de vele belangrijke wijken die binnen de omwalling moesten komen te liggen duurde de constructie verschillende decennia. Men koos voor een type stadswal dat in onze gebieden vrij courant was: een walmuur met funderingsbogen verankerd in een aarden wal.
De bouw verliep als volgt: Eerst werden de toegangspoorten en wachttorens gebouwd. Daarna groef men rond het tracé van de geplande omwalling een tien meter brede gracht. Tussen de poorten en wachttorens werd vervolgens een versterkte walmuur gemetseld, met een gang die de torens met elkaar verbond.

### Uitzicht van de wal
De muur had een omtrek van ongeveer 4 kilometer en omsloot een gebied van om en nabij de 80 hectare, dat zowel het Sint-Gorikseiland in de Zenne — waarrond de stad was ontstaan — als de Treurenberg met de Collegiale kerk van Sint-Michiel en Sint-Goedele en de Koudenberg met het Hertogelijk Paleis omvatte.
Om de 50 meter stonden hoefijzervormige wachttorens met twee verdiepingen en schietgaten. Bovenaan stond een terrasvormig platform met kantelen. Vier van dergelijke torens zijn tot op de dag van vandaag bewaard gebleven, waaronder de Anneessenstoren (ook hoektoren genoemd), waar Frans Anneessens volgens de overlevering zes maanden lang gevangen zou hebben gezeten alvorens de doodstraf te krijgen. Verder bevatte deze muur zeven stadspoorten. Hoewel de latere tweede stadsomwalling van Brussel ook zeven poorten telde, ging het hier om andere dan de eerste. De zeven poorten van de eerste stadsomwalling waren de Steenpoort, de Overmolenpoort, de Sint-Katelijnepoort, de Warmoesbroekse poort, de Lakense poort, de Coudenbergpoort en de Treurenbergpoort. Overdag werden via deze poorten accijnzen geïnd op handelswaren, en eenmaal na zonsondergang gingen deze stadspoorten onherroepelijk dicht. Om de toegang tussen het eigenlijke stadscentrum en de omliggende woonwijken enigszins te vergemakkelijken, werden daarenboven reeds vanaf eind dertiende eeuw secundaire poorten en winketten (kleinere deuren of openingen in een grotere poort) in de omwalling aangebracht.

### Einde van de eerste omwalling
Na de eerste omwalling bleef de stad echter verder groeien. Door het plaatsgebrek binnen de stadsmuren begonnen zich wijken te ontwikkelen buiten de omwalling. Dit maakte de stad helaas erg kwetsbaar. In 1356 kon de graaf van Vlaanderen, Lodewijk van Male, gemakkelijk de stad enige tijd innemen. Dit spoorde het stadsbestuur ertoe aan een nieuwe, ruimere omwalling te bouwen. Vanaf 1357 werd de tweede stadsomwalling van Brussel gebouwd. De oude wal bleef bestaan maar verloor zijn militaire en economische functies en werd steeds meer geïntegreerd in het stadsweefsel, om in de loop der eeuwen afgebroken te worden, met uitzondering van enkele muren, torens en funderingen.

### Overblijfselen
Ondanks het afbreken van de Brusselse omwallingen zijn er nog een aantal significante bovengrondse overblijfselen, waaronder de Anneessenstoren, de Plebaantoren, de Zwarte Toren en de Villerstoren. Toen de oude omwalling werd opgeslokt door de uitdijende stad, raakten bepaalde delen van de wal ingesloten in huizenblokken, waardoor die delen voor afbraak werden behoed. Een vrij volledige beschrijving van de overgebleven delen is te vinden in de wandelroute opgesteld door de cel erfgoed van de stad Brussel en in de wandelgids "De eerste stadsomwalling van Brussel" uitgegeven in 2008 door de Directie Monumenten en Landschappen van het Brussels Hoofdstedelijk Gewest.

## Tweede Omwalling

### Voorgeschiedenis
Omstreeks 1356 bleek de Eerste stadsomwalling van Brussel te klein voor het steeds verder groeiende bevolkingsaantal. Hierdoor begonnen zich ook buiten de stadsmuren wijken te ontwikkelen. Dit bemoeilijkte de militaire bescherming van de stad Brussel, wat pijnlijk duidelijk werd toen Lodewijk van Male, graaf van Vlaanderen, de stad vrij gemakkelijk enige tijd in kon nemen. Het stadsbestuur besliste hierop dat de oude omwalling niet langer kon volstaan in zijn militaire en economische functie. De bouw van een nieuwe, grotere omwalling werd overwogen.

### Uitzicht van de wal
De tweede stadsomwalling was dubbel zo groot als de eerste en was ongeveer acht kilometer lang. Ze telde een 70-tal halfronde wachttorens en twee grote ronde torens, gelegen aan de oostkant van de stad. Net als de eerste omwalling telde de tweede zeven poorten, die nu echter wel op andere plaatsen gelegen waren.
De zeven poorten waren respectievelijk:

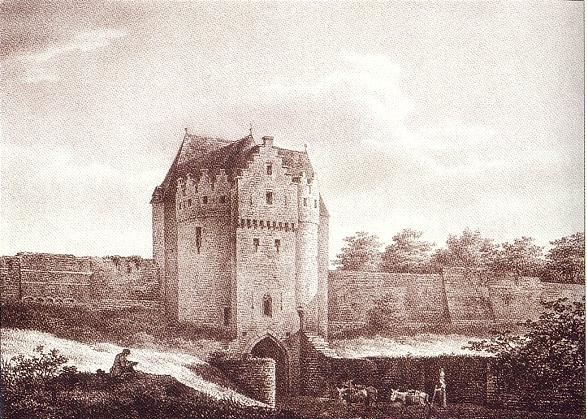
De Schaarbeekse poort
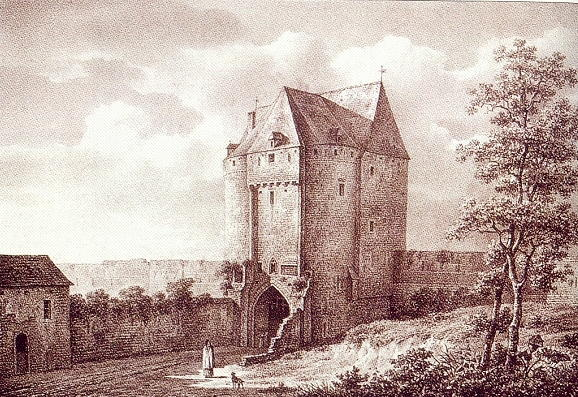
De Naamse poort
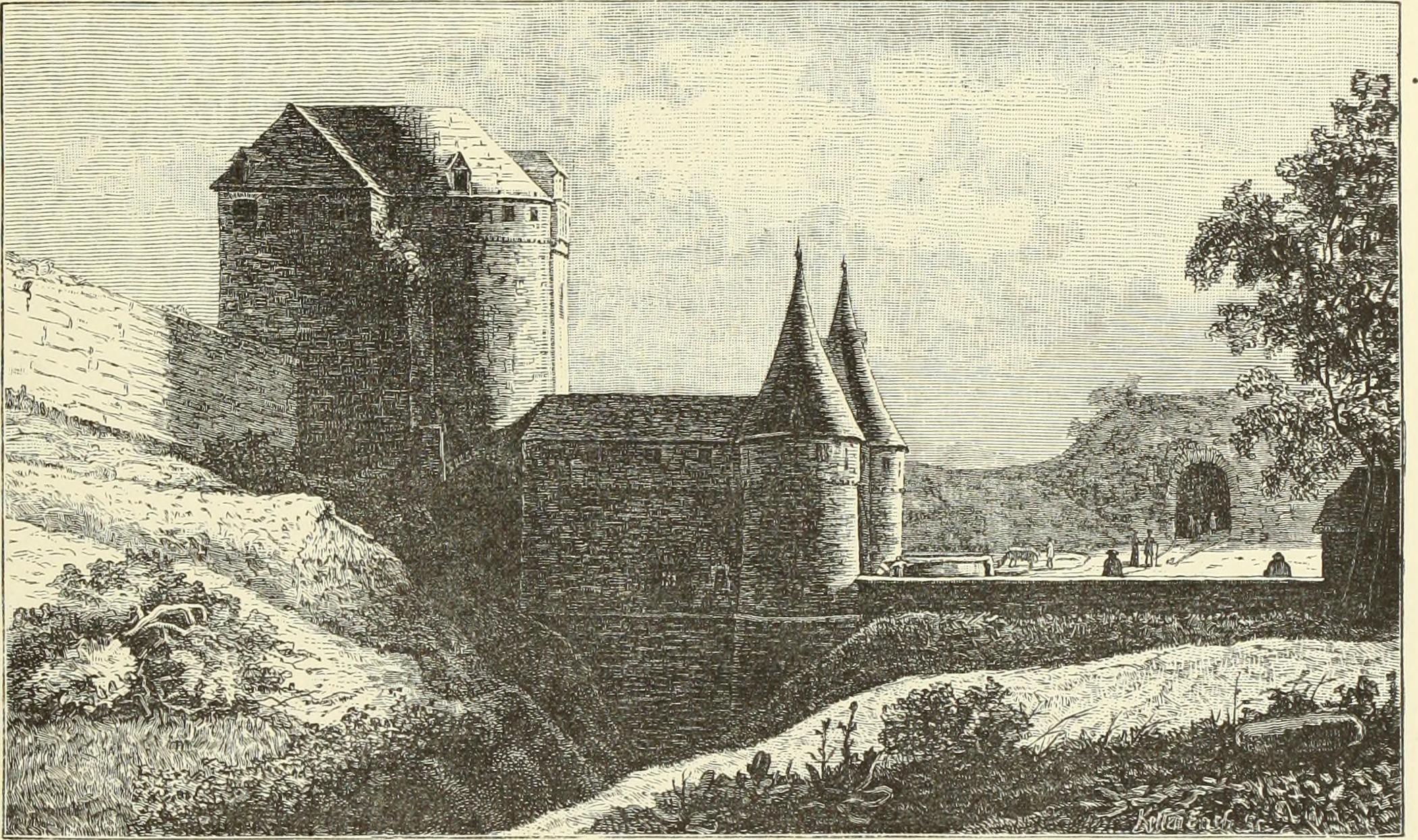
De Leuvense poort
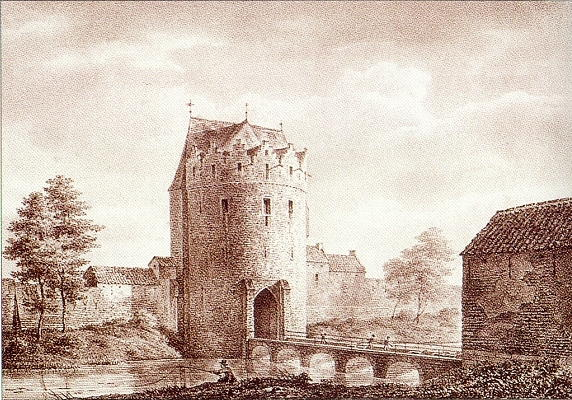
Anderlechtse poort
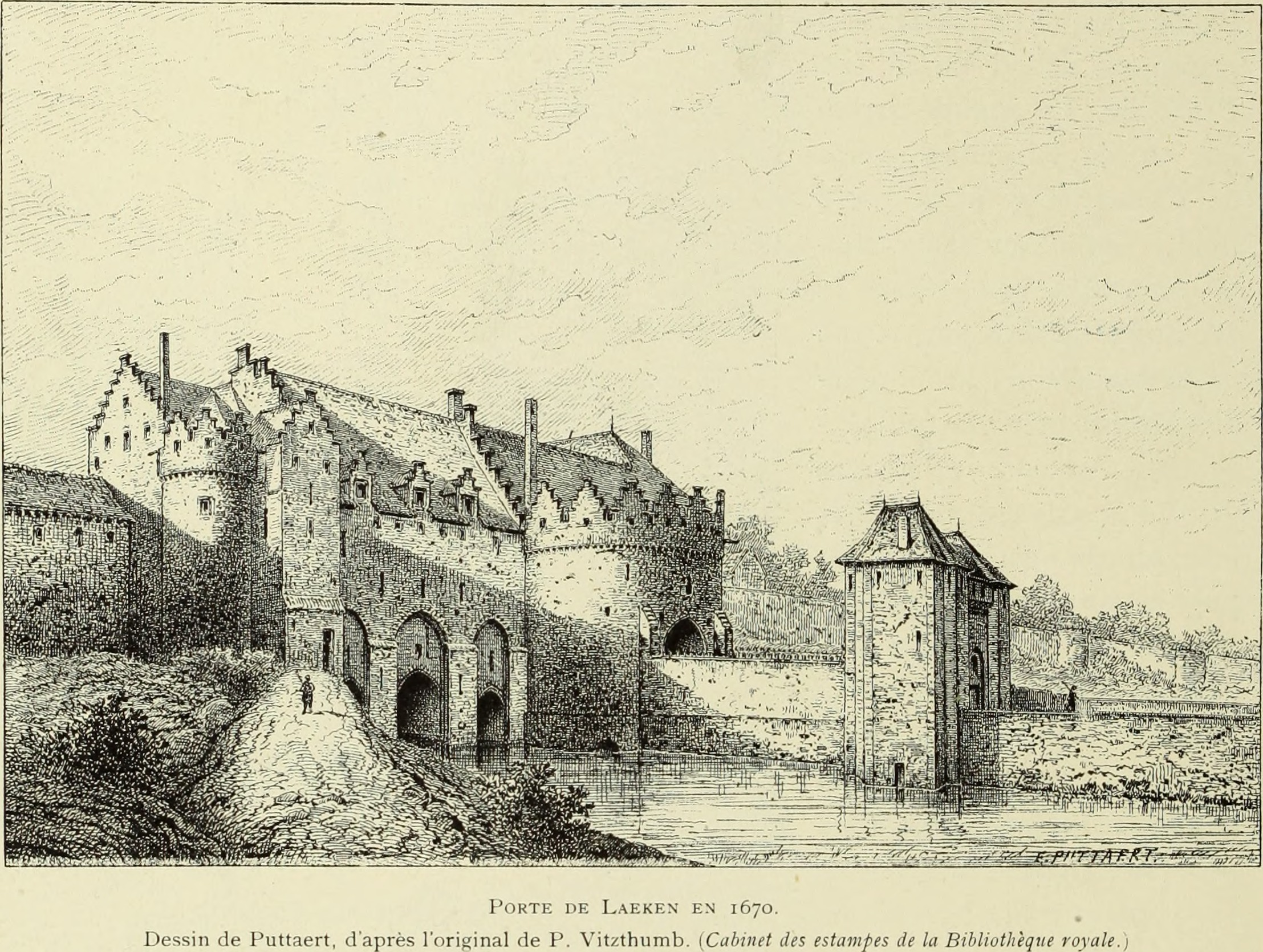
de Lakense poort
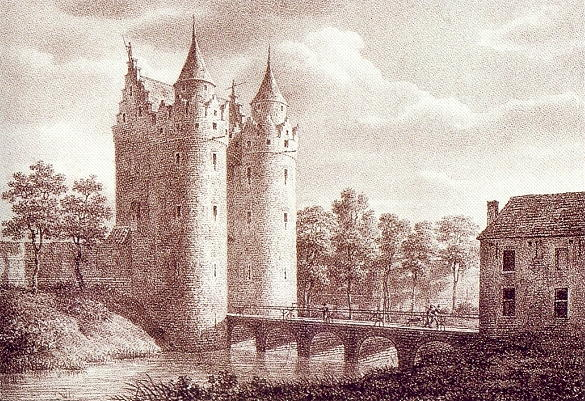
de Vlaamse poort
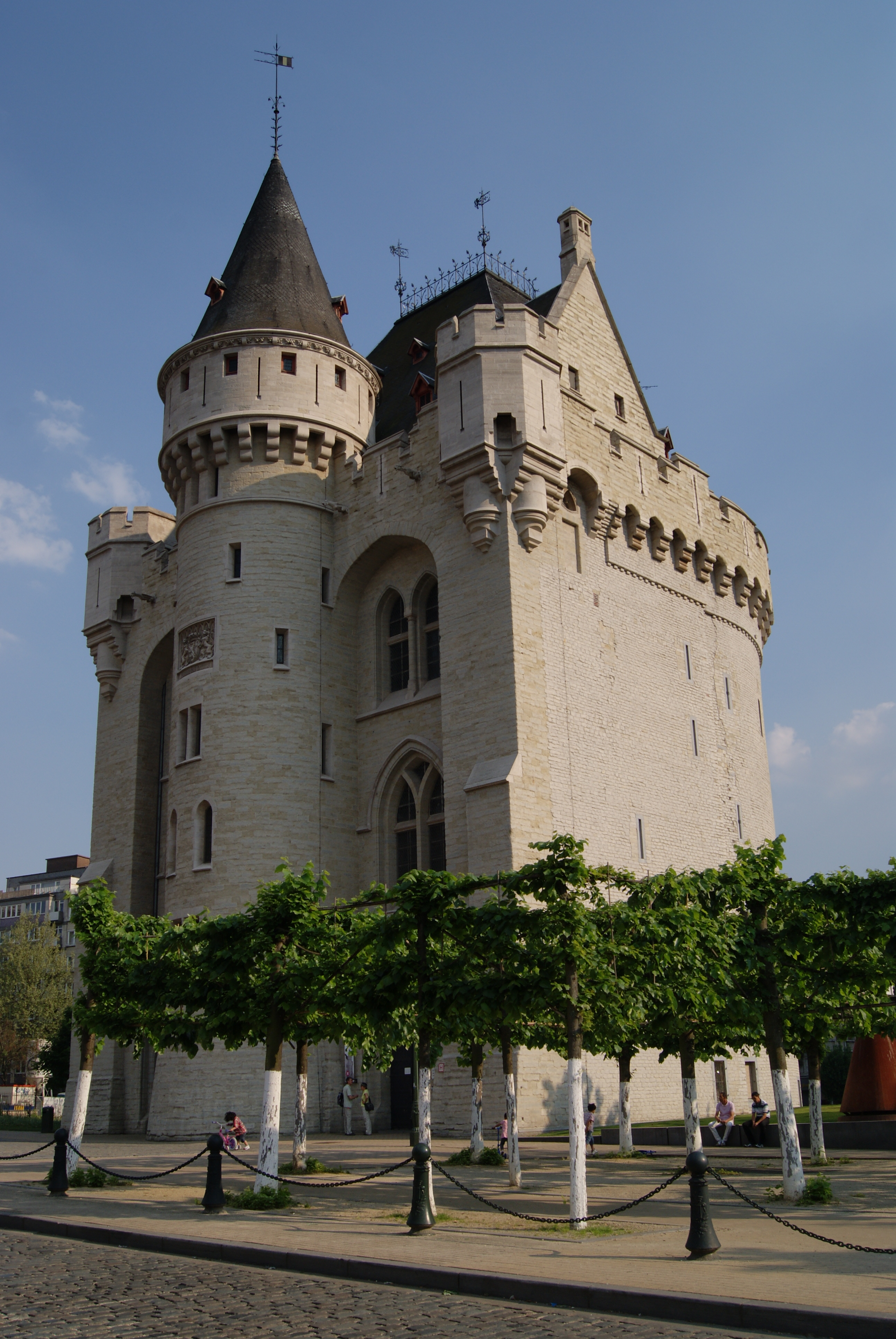
De Hallepoort (na de restauraties)

De namen van deze poorten verwijzen elk naar de richting van de toegangswegen die ze doorkruisen. In de 16de eeuw werd nog een achtste poort bijgebouwd: de Oeverpoort, om het kanaal met de dokken in de stad te verbinden. Van al deze poorten is slechts de Hallepoort bewaard gebleven, omdat deze ook dienstdeed als gevangenis en later als museum. Het gebouw werd echter grotendeels verbouwd bij een restauratie in de 19de eeuw.

### Versterkingen
Ook de tweede omwalling raakte na verloop van tijd achterhaald ten opzichte van het almaar moderniserende oorlogstuig, zoals metalen kanonskogels. Aanvankelijk hield de middeleeuwse wal wel stand, door haar dikte en het feit dat Brussel op zich niet meteen een inval hoefde te vrezen, maar in de 16de eeuw werden toch enkele versterkingen aangebracht. Er werden zogeheten halve manen langs de muur aangelegd en de gracht werd verbreed. Door een dreigende oorlog met Frankrijk, besloot de toenmalige Spaanse koning halverwege de 17de eeuw om de stadsomwalling opnieuw te versterken. De halve manen werden omgebouwd tot bastions en tegenover de zwakke punten van de stad (zoals de Hallepoort in het Zuiden) werden forten opgericht ter verdediging.

### Einde van de tweede omwalling
De godsdienstoorlogen in de tweede helft van de zestiende eeuw en de latere aanslepende conflicten met de Franse koning Lodewijk XIV drukten evenwel hun stempel op de versterkingen die aan de omwalling werden toegevoegd. Steeds meer werd duidelijk dat de stadswal niet langer kon volstaan om Brussel te verdedigen. De snel evoluerende oorlogsvoering zorgde er echter voor dat eind achttiende eeuw de stadsversterkingen geen militair nut meer hadden en aan de geleidelijke afbraak werd begonnen. In 1810 gaf Napoleon Bonaparte het uiteindelijke bevel de stadswal volledig te ontmantelen en te vervangen door brede lanen, ontworpen door Jean-Baptiste Vifquain. Deze lanen vormden de basis voor wat later de Brusselse binnenring zou worden.

### Overblijfselen
Van de tweede omwalling is ironisch genoeg minder bewaard gebleven dan van de eerste. Enkel de Hallepoort is nog stille getuige van deze ommuring. Enkele kruispunten, zoals de Naamsepoort, kregen wel de naam mee van de gebouwen die ervoor moesten wijken.

## Kaart
Kaart met de eerste en tweede omwalling, de stadspoorten, de waterpoorten (spuien), enkele waltorens en in blauw de Zennetakken. In groen nog bestaande bouwwerken.

## Trivia
- Hoewel de Anneessenstoren zijn naam dankt aan Frans Anneessens, heeft die er nooit gevangengezeten. Hijzelf zat in de nabijgelegen Steenpoort, die als gevangenis gebruikt werd.
- De Hallepoort kreeg haar huidige neogotische uiterlijk omdat het meer paste bij het romantische beeld van de middeleeuwen, dat in de 19de eeuw veel aanhang kende.
- Om de ruïnes aan de Villersstraat te restaureren werden stenen van de Anneessenstoren gebruikt.